# Palazzo San Nicola
Palazzo San Nicola è il principale edificio civile di Palmi ed è la sede comunale. 
La struttura è ubicata nella piazza Municipio, nel centro storico cittadino.

## Storia

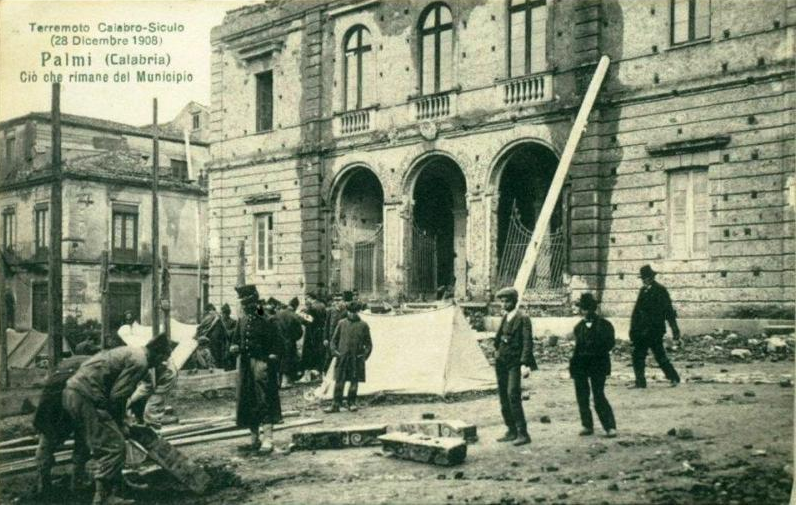
Il vecchio palazzo comunale, danneggiato dal terremoto del 1908

Il precedente edificio, realizzato nel XIX secolo, ospitava tra l'altro i locali del Regio Ginnasio istituito il 28 luglio 1889 con decreto n° 6321 del re Umberto I. La struttura venne danneggiata dal terremoto del 1894, che colpì la città di Palmi la sera del 16 novembre. Per questo il palazzo comunale venne chiuso fino 1902 a seguito dell'interessamento da parte dell'onorevole Giovanni Bovi.
Venne seriamente danneggiato dal terremoto del 28 dicembre 1908. Dopo il sisma, molti edifici pubblici che erano stati danneggiati furono demoliti e ricostruiti e tra questi vi fu anche la «casa comunale». Il nuovo Palazzo di città venne progettato nel 1915 dall'arch. Vittorio Alberto Storchi e venne costruito nel periodo compreso tra il 1915 ed il 1932, anno in cui fu inaugurato. Sempre nel 1932, nel giardino antistante l'edificio, venne inaugurato il monumento ai Caduti. Alla cerimonia del 10 giugno presenziarono i Principi di Piemonte Umberto di Savoia e consorte Maria José del Belgio. La realizzazione dell'opera era stata affidata allo scultore Michele Guerrisi.
Subito dopo l'inaugurazione la struttura ospitò la biblioteca comunale "Domenico Topa", ricostituita anch'essa dopo il terremoto, sotto la direzione di Luigi Lacquaniti e con le donazioni effettuate da Francesco Cilea, Benedetto Croce, Francesco Pentimalli e Leonida Repaci. Negli anni successivi la struttura ospitò anche il museo di etnografia e folklore "Raffaele Corso" (a partire dal 1955, dichiarato successivamente di importanza internazionale dall'UNESCO e, nel suo genere, il più importante del sud Italia), la gipsoteca "Michele Guerrisi" (a partire dal 1960), il museo musicale "Francesco Cilea e Nicola Manfroce" (dal 1962) e l'antiquarium "Nicola De Rosa". Tutti i musei restarono a Palazzo San Nicola fino al 1982, anno in cui venne inaugurato il nuovo complesso polifunzionale della Casa della cultura, e nel quale vennero trasferiti.
Il 30 aprile 2013, davanti all'ingresso del Palazzo, è stato inaugurato il "monumento al Lavoro", opera dell'artista Maurizio Carnevali, nel luogo in cui sorgeva un antico albero di palma, piantato nella ricostruzione della città dopo il 1908, come «simbolo di gloria e vittoria».

## Descrizione
Il palazzo sorge di fronte al duomo cittadino con l'ingresso principale rivolto verso la piazza Municipio. Ha la pianta a corte aperta ed è costituito da due piani fuori terra. Le facciate, aventi spazi marcati da bugnati lisci che arrivano fin sotto i cornicioni, sono concluse in alto dalle aggettanti falde inclinate della copertura. Sopra il portale è collocato il "balcone delle bandiere", sul quale affaccia la sala del consiglio comunale. Tergalmente vi è un piccolo resede.

## Riconoscimenti
- Una foto del Palazzo San Nicola è riportata nella pubblicazione del 1934, Le opere del fascismo nel decennale di Arturo Tofanelli.[12]

## Curiosità
- Sulle facciate del palazzo la data di realizzazione dell'edificio è riportata, con il Sistema di numerazione romano, secondo tre calendari differenti. Difatti vi è impresso l'anno MCMXXXII del calendario gregoriano, l'anno X del calendario fascista e l'anno XXIV di un calendario che fa riferimento al periodo seguente il terremoto del 1908;
- Per tradizione durante i festeggiamenti della Varia di Palmi, dal 2013 inserita nel Patrimonio orale e immateriale dell'umanità dell'UNESCO, il sindaco ha il compito di annunciare alla città, dal "balcone delle bandiere", i nomi delle tre bambine candidate per l'elezione dell'Animella della Varia. Nelle ultime due edizioni della festa tale annuncio è avvenuto anche per comunicare i nomi dei candidati al ruolo di Padreterno della Varia.

## Piazza Municipio

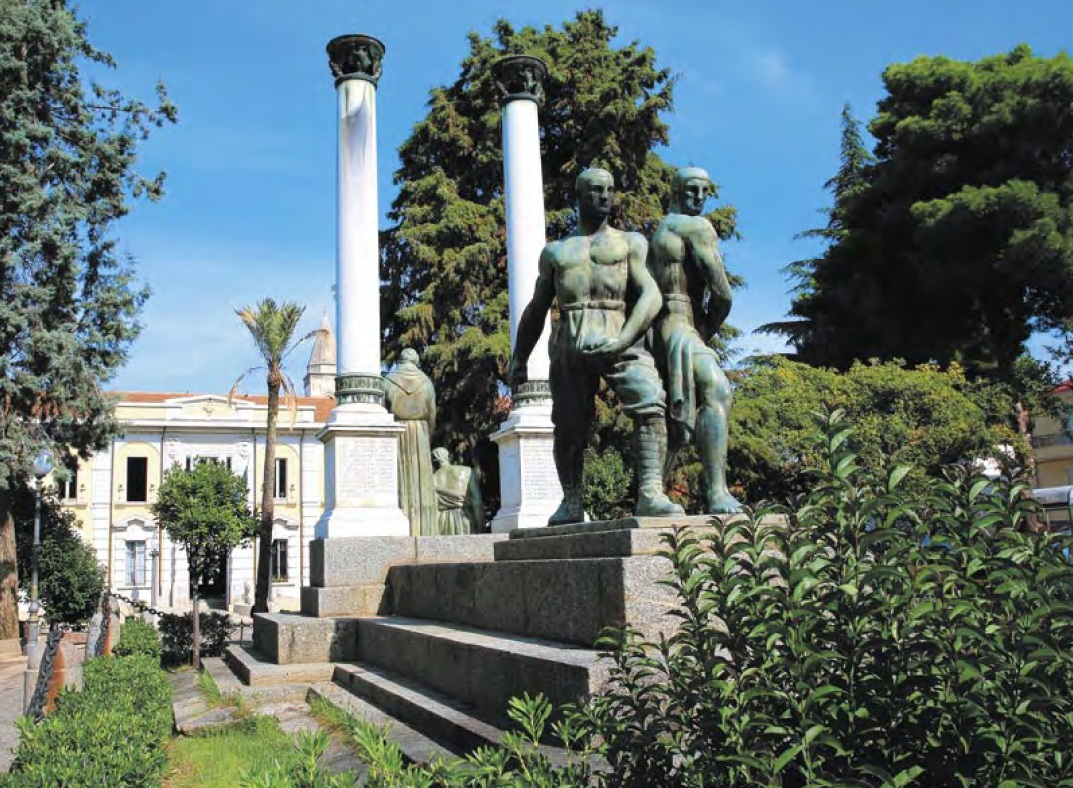
La piazza con il Monumento ai Caduti e, sullo sfondo, il palazzo comunale.

Antistante Palazzo San Nicola vi è la piazza Municipio, composta da un giardino alberato, scalinate e da opere monumentali. La piazza confina a nord con il suddetto palazzo, ad ovest con la via Cesare Battisti, ad est con la via Rocco Pugliese e a sud con la via Roma. Su di essa prospettano, oltre alla casa comunale, anche il palazzo sede delle poste centrali cittadine e l'edificio che ospita la Società Operaia di Mutuo Soccorso.
Tra gli eventi svolti nella piazza vi sono alcune celebrazioni della Varia di Palmi, in quanto la stessa è il luogo di ritrovo della corporazione degli artigiani per partecipare al corteo storico, ed è anche lo spazio prescelto per lo svolgimento della festa della corporazione.

### Monumento ai Caduti

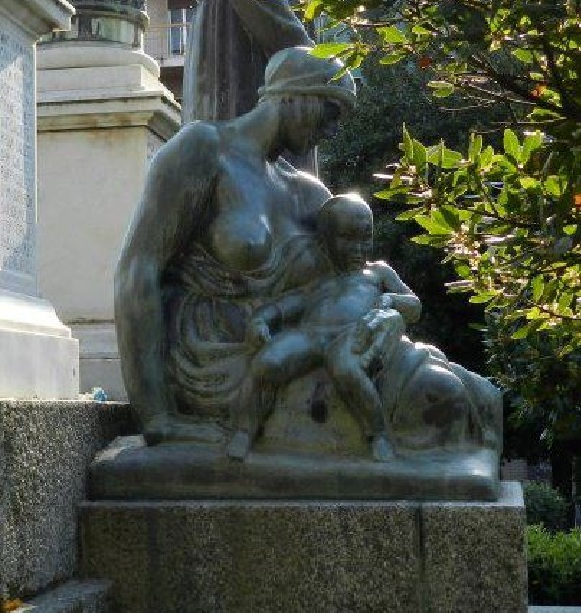
La parte tergale del monumento ai Caduti.

Il Monumento ai Caduti di Palmi fu realizzato da Michele Guerrisi, su commissione della giunta comunale guidata da Giuseppe Sigillò, in ricordo delle vittime cittadine causate dalla prima guerra mondiale. L'Istituto Luce realizzò un documentario sull'inaugurazione. Alla cerimonia presenziarono, oltre alle numerose autorità cittadine, il vescovo della diocesi di Mileto mons. Paolo Albera, la madre della medaglia d'oro Nicola Pizi e lo stesso scultore. Annualmente, nella Giornata dell'Unità Nazionale e delle Forze Armate, le massime autorità cittadine civili, militari e religiose pongono ai piedi del monumento una corona d'alloro in memoria di tutte le vittime della guerra.
La scultura è costituita da una base in blocchi di granito posti a forma di croce greca, sui quali sorgono due gruppi di figure in bronzo. Il primo gruppo scultoreo è formato da due figure maschili affiancate: un soldato che ripone la spada nel fodero, simboleggiando "l'addio alle armi" ed un fante, ritornato contadino, nell'atto di seminare i campi per avere il nuovo pane, quale simbolo di pace. Il secondo gruppo scultoreo è rappresentato da due donne unite nel loro dolore e nella fede. La vecchia madre, che mestamente piega la testa pensosa per il figlio caduto, è nell'atto di consolare la vedova del martire che allatta il bambino quale simbolo dell'avvenire e della continuazione della vita.
Al centro del monumento vi sono due alte colonne di marmo bianco di Carrara (riutilizzate a seguito della demolizione nel 1909 della vecchia Chiesa Madre) che sono sormontate da due bracieri, sorretti ciascuno da quattro aquile romane. Alla base delle due colonne, che simboleggiano la guerra e la pace, sono incisi i nomi dei 203 cittadini di Palmi caduti per la patria nella prima guerra mondiale del 1915-1918.

### Monumento al Lavoro
Il Monumento al Lavoro è un'opera realizzata dallo scultore Maurizio Carnevali con progetto autonomo, su commissione della locale Società Operaia di Mutuo Soccorso. Il monumento rappresenta una pianta di palma, in ricordo dell'antico albero che sorgeva in quel punto. Il fusto, in marmo scolpito, sviluppa una composizione figurale. La parte superiore in acciaio costituisce ancora parte del tronco e la corona di rami di palma. La base, in marmo di Carrara, raffigura scene di lavoro e della famiglia.